# AiBrowser
aiBrowser（アイブラウザー）は日本IBMよりオープンソースで公開されている音声ブラウザ。IEコンポーネントを利用したアクセシブルブラウザであり、2007年に公開された。視覚障害者がインターネット上の動画などのマルチメディアコンテンツに容易にアクセスできるようにすることを目的に開発された。Adobe FlashやダイナミックHTMLへの対応に開発の主眼が置かれている。単独でも音声ブラウザとして機能するが、メニューやダイアログの読上げ機能がないため、Microsoft Narratorやスクリーンリーダーなど他の補助システムとの併用が必要となる。aiBrowserとはIBM Accessibility Internet Browser for Multimediaを略したもの。IBMフェローでホームページリーダーの開発者として著名な浅川智恵子やMeadowの開発者として著名な宮下尚が開発に参加している。日本IBMが先行して開発したホームページリーダーがウェブサイトの静的な情報を扱うものであったのに対し、aiBrowserは動的な情報を扱うことを目指したブラウザである。

## 概要
近年、インターネットサイトは音声や動画などマルチメディアコンテンツが増加してきている。aiBrowserは、視覚障害者がそれらのコンテンツを快適に利用することを目的に開発された。ウェブサイト上に埋め込まれた動画などのマルチメディアコンテンツは通常マウスでしか操作できない。aiBrowserはサイト上のコンテンツの内容を解析し、その中のマルチメディアコンテンツに直接アクセス、直接操作をすることを可能にするブラウザである。例えば、YouTube等の動画サイトにおいて、マウスを使わずショートカットキーで音量の調節、再生、停止などのボタン操作が容易に行えるようになっている。また、スクリーンリーダーや従来の音声ブラウザでは文章の読み上げ音声と、サイトの音楽の音量を別々にコントロールすることができなかった。aiBrowserはマルチメディアオーディオ制御機能として、個々の制御が可能である。画像や動画などの視覚情報が多いコンテンツはスクリーンリーダーでは、読み上げられるテキスト情報が非常に少ない。aiBrowserは、ユーザーが代替テキストや見出しを追加できる注釈機能を有す。この機能を使い、ユーザーやボランティアが、代替テキストや見出しを注釈として追加することで非視覚的にマルチメディアコンテンツを操作できるようになる。また、JAWSなどのスクリーンリーダーと連携して動作させることが可能で、JAWSが読み上げているかのような操作をさせることもできる。
なお、現在では「エクリプス財団」にソースコードが寄贈されており、当該プロジェクトで開発が続けられている。

## 対応OS・スクリーンリーダー
対応OSはMicrosoft Windows であり、Microsoft Windows XP以上のバージョンで動作する。スクリーンリーダーはJAWS 7.10以上、Window-Eyes 5.5以上に対応している。

## リリース履歴
| Version         | Release date  |  |
| --------------- | ------------- |  |
| aiBrowser 0.0.1 | 2008年3月11日 |  |
| aiBrowser 0.5.0 | 2010年8月31日 |  |